# Термін (час)
Те́рмін (від лат. terminus — «кордон, межа») — слово, яке може вживатися і як синонім «строк», так і в значенні «призначений, установлений момент, час виконання або настання чого-небудь».

## Термін чи строк?
Згідно зі СУМ-11, слово «термін» має такі значення:
1. Відтинок, проміжок часу, визначений, установлений для чого-небудь; строк.
  - Річний (місячний і т. ін.) термін — відтинок часу, що дорівнює року (місяцеві тощо).[1]
  - Термін кредиту — період, на який видається кредит до його погашення.
2. Призначений, установлений момент, час виконання або настання чого-небудь.
  - На вказаний (певний і т. ін.) термін — у призначений, домовлений час; до визначеного, домовленого моменту.[1]
  - Гарантійний термін — момент часу визначений днем, місяцем та роком, при настанні якого виробник (продавець, виконавець) звільняється від будь-яких гарантійних зобов'язань, а споживач зобов'язаний використовувати виріб за призначенням до настання гарантійного терміну.

Словарь української мови Б. Д. Грінченка перекладає термін як рос. срокъ, опредѣленное время, строк — як срокъ чи наемъ на срокъ. Окрім того, Грінченко наводить зворот у строках стати («найнятися на певний строк») і похідне строка́рь («найнятий на строк робітник»).
З погляду етимології слова не є абсолютно тотожними: термін походить від лат. terminus («межа»; первісну семантику відбиває також інше значення слова — «слово для позначення чітко окресленого поняття»), а строк — від д.-рус. сърокъ, прасл. *sъrokъ («угода»), пов'язане з дієсловом *sъrekti («домовитися»).
Українська мова має два іменники-відповідники багатозначному російському іменнику срок: «строк» (праслов'янського походження) та «термін» (похідне від лат. terminus). Обидва слова фіксують українські словники всіх часів: дожовтневий словник Грінченка, словники 20-х років; словники радянської доби, сучасні тлумачні та перекладні словники.
Порівнюючи тлумачення слів «строк» і «термін» у словниках, та рекомендації перекладного російсько-українського словника можна зробити висновок, що в обох значеннях (проміжок і момент часу) слова «строк» і «термін» зазвичай уживають паралельно та відсутні чіткі рекомендації щодо їх поняттєвого розмежування. Тому сьогодні в чинних термінологічних стандартах можна побачити «гарантійний строк» та «гарантійний термін», причому в обох випадках ідеться саме про проміжок часу.
У посібнику «Українська ділова мова» 2003 року рекомендується таке розмежування значень: поняття «строк» вживається лише у значенні відрізку часу, тоді як поняття «термін» — у значенні моменту часу, визначеної дати.

### Законодавчо зафіксоване розділення
Норма ч. 1 ст. 251 ЦК України визначає строк як певний період у часі, зі спливом якого пов'язана дія чи подія, яка має юридичне значення.
Відповідно до ч. 2 цієї статті законодавець вводить поняття терміну як певного моменту в часі, з настанням якого пов'язана дія чи подія, яка має юридичне значення.
Відповідно до ст. 252 цього кодексу «строк визначається роками, місяцями, тижнями, днями або годинами», тоді як «термін визначається календарною датою або вказівкою на подію, яка має неминуче настати».
Аналогічні визначення містить ДСТУ 1.5:2003.